# Gay Games 2018
Gay Games 2018 se konaly od 4. do 12. srpna 2018 v Paříži. Jednalo se o desátý ročník Gay Games, kterého se zúčastnilo 10 300 sportovců z 91 zemí ve 36 sportovních disciplínách. Hry navštívilo 40 000 diváků.

## Historie
Paříž byla vybrána za pořadatelské město v roce 2012 v Clevelandu. Dalšími kandidáty byly Londýn a Limerick.

## Organizace
Odhadované náklady činily kolem 4 milionů euro. Polovina financí byla získána přes crowdfunding, čtvrtinu poskytly veřejné orgány a čtvrtinu soukromé společnosti. Infrastrukturu poskytlo město Paříž.

## Průběh
V sobotu 4. srpna v 9 hodin byla před pařížskou radnicí otevřena komunitní vesnička. Při této příležitosti se konal Mezinárodní pamětní duhový běh (International Memorial Rainbow Run), závod věnovaný obětem AIDS, rakoviny prsu a diskriminace.
Slavnostní zahájení se konalo na stadionu Jeana Bouina od 17:00, kde proběhla přehlídka sportovců a hlavní show. Zahájení byli přítomni starostka Paříže Anne Hidalgová, ministryně sportu Laura Flesselová a módní návrhář Jean-Paul Gaultier. Pokračovalo se slavnostním večerem v Grand Palais, kde vystoupila izraelská DJ Offer Nissim.

## Program
Sportovní aktivity zahrnovaly 36 sportovních disciplín. Některé disciplíny byly smíšené nebo v oblastech, ve kterých se obvykle nesoutěží (například synchronizované plavání mužů). V případě trans-osob byla registrace (s výjimkou bojových sportů) možná dle zvoleného pohlaví a ne nutně dle právního stavu. Účast byla umožněna i hendikepovým osobám. Existovaly týmy složené ze zdravých a zdravotně postižených osob jako např. u šermu.
V rámci oficiálního programu se konalo 14 kulturních akcí.
Závěrečný ceremoniál se uskutečnil před pařížskou radnicí 11. srpna a po něm následoval slavnostní večer v Docks de Paris.

## Účastníci
Předpokládal se příjezd 10 300 účastníků 91 národností z pěti kontinentů. Někteří účastníci dorazili též ze zemí, kde je homosexualita trestná, jako např. Sierra Leone, Egypt, Rusko nebo Saúdská Arábie.  Přítomnost delegace z Tchaj-wanu vyvolala diplomatický protest. Nejpočetnější delegací byly USA s 3400 a Francie s 2400 účastníky.